# RJ Cyler
Ronald "RJ" Cyler II, född 21 mars 1995 i Jacksonville i Florida, är en amerikansk skådespelare. Han har bland annat medverkat i filmerna Me and Earl and the Dying Girl, Power Rangers, The Harder They Fall och Kritiskt läge (engelska: Emergency), samt i Showtime-serierna I'm Dying Up Here och Scream: Resurrection.
Cyler föddes som det yngsta av tre barn till Katina och Ronald Cyler, som vid den tidpunkten arbetade som kock, respektive lastbilschaufför. Familjen sålde sedan av allt de hade, för att sedan flytta från Florida till Kalifornien år 2013. Där skulle de komma att vara hemlösa, tills strax innan Cyler fick rollen som Earl Jackson i filmen Me and Earl and the Dying Girl. Cyler gick klart sin resterande high school-tid i Kalifornien.

## Filmografi (i urval)

### Filmer
- 2015 – Me and Earl and the Dying Girl
- 2017 – Power Rangers
- 2017 – War Machine
- 2017 – Ingenting och allting
- 2018 – White Boy Rick
- 2018 – Sierra Burgess Is a Loser
- 2021 – The Harder They Fall
- 2022 – Kritiskt läge

### TV-serier
- 2016 – Vice Principals (TV-serie)
- 2017–2018 – I'm Dying Up Here (TV-serie)
- 2018 – Black Lightning (TV-serie)
- 2019 – Scream (TV-serie) (under titeln Scream: Resurrection)
- 2019 – Swamp Thing (TV-serie)
- 2022–nutid – Rap Sh!t (TV-serie)